# Dōmei Yakazu
 (février 2023).
Dōmei Yakazu (矢数 道明, Yakazu Dōmei, 7 décembre 1905 - 21 octobre 2002) est un médecin japonais qui a contribué à la restauration de la médecine Kampo au Japon. En 1979, il a reçu un prix pour l'ensemble de ses réalisations (最高優功賞, Saikō Yūkō Shō) de l'Association Médicale Japonaise pour ses contributions à la médecine orientale,.

## Jeunesse
Yakazu est né en 1905 sous le nom de Shirō, le quatrième fils de Tatsunosuke Yakazu et Sute Yakazu, à Omiya (actuellement Hitachiōmiya, préfecture d'Ibaraki ). Il fut diplômé de la Mito Commercial School et est entré à l'Université de médecine de Tokyo avec une spécialisation en médecine traditionnelle chinoise sous la direction du professeur Mori Dohaku avec son frère aîné Kaku. Il obtient son diplôme en 1930, et moins d'un an plus tard, il adopte le nom d'artiste Dōmei Yakazu. En 1933, il ouvre sa propre clinique, Onchido Iin, à Tokyo, avec son jeune frère Yudo.

## Mouvement de restauration de la Médecine Chinoise
En 1933, le jeune frère de Yakazu, Yudo, reçu un diagnostic de fièvre typhoïde. Dōmei constatait que la médecine occidentale ne lui apportait pas le soulagement qu'il recherchait, alors il a demandé l'aide de Keisetsu Ohtsuka, un autre médecin kampo célèbre. À sa grande surprise, il a réussi à recouvrer la santé, ce qu'il considérait comme un miracle. Cela conduit à l'union des deux écoles de médecine kampo. Yakazu appartenait à la nouvelle école, tandis qu'Ohtsuka appartenait à la plus classique. Après cette rencontre, les deux écoles furent réunies, ce qui marqua le début de la restauration de la médecine kampo. Yakazu, Ohtsuka et le médecin Totaro Shimizu ont formé une association japonaise de médecine Kampo en 1934. Ils ont alors commencé la publication d'un journal mensuel intitulé Kampo and Kampo Drugs.
D'autres membres importants comprenaient Kyushin Yumoto et Kenzo Okuda de l'école classique ; Chokyu Kimura, Anshu Anzai, Yasuaki Nakano et Kōmon Morita de l'école intermédiaire ; Kōzō Kurihara et Yūshiro Kimura en pharmacologie ; Sorei Yanagiya en acupuncture ; et Yasuhide Ishihara en histoire médicale. Cependant, la promotion de la médecine kampo en tant que branche de la médecine a été interdite par le ministère de l'Intérieur, qui correspond à l'actuel ministère de la Santé, du Travail et des Affaires sociales (Japon). Au moment où la médecine kampo n'était pas très populaire, plus de 1000 personnes se sont inscrites à l'association. Malgré le fait que cette médecine était peu connue à l'époque, elle a attiré l'attention de nombreux individus.

### Conférences en Médecine Kampo à l'Université de Takushoku
En 1936, Dōmei, Ohtsuka et d'autres ont commencé à donner des cours à l'Université de Takushoku. La calligraphie de la cérémonie d'ouverture a été écrite par Tōyama Mitsuru (1855-1944), qui était un dirigeant politique au début du XXe siècle au Japon. Au total, 61 personnes ont assisté aux premières conférences. Le président de l'Université de Takushoku a officiellement accepté les conférences en 1937 en tant que bien nommées Conférences de médecine Kampo de l'Université de Takushoku. Ces conférences ont été suivies par les conférences de médecine Kampo de Kampo Tomonokai, avec l'aide du président Tsumura Juntendo. Ceux-ci ont été remplacés par l'actuel Institut de Médecine Kampo.

### Médecine traditionnelle, Asie et Mandchourie
En 1938, à la suite d'une proposition de Dōmei, l'Asia Medicine Association a été créée. Il a commencé à publier la revue Toa Igaku (médecine asiatique) en 1939. Selon la politique de l'époque, il était classé comme drogue Kampo et kampo. Plus tard, en 1954, Domei a redémarré Toa Igaku et est devenu son président. Il a également publié le mensuel Kanpo no rinsho (Cliniques de Kanpo). En 1940, il assiste à une conférence sur la médecine traditionnelle dans les universités de médecine de Mandchourie et propose la poursuite de la médecine traditionnelle là-bas. Sa proposition a ensuite été acceptée.

## La pratique de la Médecine Kampo
En 1941, Dōmei de l'école post-classique, Keisetsu Ohtsuka de l'école classique, Nagahisa Kimura de l'école intermédiaire et Fujitaro Shimizu de la pharmacologie ont achevé un livre intitulé Practice of Kampo Medicine, publié par Nanzando après 3 ans de préparation. Dōmei a écrit un manuel révolutionnaire, qui était destiné aux personnes ayant étudié la médecine occidentale et qui souhaitaient apprendre par elles-mêmes la médecine kampo. Ce livre a été traduit en chinois et la deuxième édition a été publiée en 1954.

## Armée Impériale Japonaise
En octobre 1941, Dōmei est enrôlé et devient médecin de l'armée impériale japonaise. Il a été envoyé à Rabaul et sur l'île de Bougainville aux Philippines. Là, il a appris la méthode locale du kampo, dans laquelle une plante locale, le sagou, est consommée. Cela aurait sauvé la vie de nombreux soldats.
Il rentre au Japon en mars 1946. En 1973, Dōmei revisita l'île et offra un orgue au village local.

## Années d'après-guerre
Après son retour au Japon, il travailla dans son bureau de la préfecture d'Ibaraki. En 1949, il devient membre du comité préparatoire de l'Association japonaise de médecine orientale. En 1951, il établit le cabinet médical Onchido Yakazu à Ogawacho, Shinjuku, Tokyo. En 1950, il brigga un poste comme l'un des directeurs de l'Association japonaise de médecine orientale et, entre 1959 et 1962, il fut président de son conseil d'administration. En 1991, l'Association japonaise de médecine orientale a été admise à l'Association médicale japonaise. Finalement, en 2008, la médecine kampo a été reconnue comme une branche de la médecine, ce qui inclut la médecine interne kampo, la chirurgie kampo et la médecine des allergies kampo.

## Formation universitaire, doctorat et récompenses
En 1953, Yakazu a enseigné la médecine orientale à l'Université médicale de Tokyo. L'année suivante, il a commencé son doctorat d'étude sous la direction du professeur Saburō Hara (pharmacologie). Il a complété ses études sur les usages pharmacologiques de l'Aconitum.
En 1960, il rejoint le conseil d'administration de la Société japonaise d'histoire de la médecine (Nihon Ishi Gakkai). En 1988, il a créé le "Prix d'histoire médicale Yakazu" en utilisant sa bourse de retraite.
En novembre 1979, il a reçu le prix d'Excellence de Carrière ( Saikō Yūkoshō ,最高優功賞 (Saikō Yūkō Shō) de l'Association médicale japonaise pour ses contributions à la médecine orientale.
En 1980, il a assumé la direction du Centre de recherche en médecine orientale de l'Université de Kitasato et, en 1982, il est devenu membre du comité des communications de huit centres de médecine orientale.
En 1981, il obtient un doctorat de lettres de l'Université de Keio pour ses études d'histoire médicale, en particulier de Manase Dōsan (1507-1594) et de son école. Yakazu est connu pour avoir inspiré de nombreux médecins à étudier l'histoire de la médecine japonaise.

## Publications
- Explanations of Kampo Prescriptions, Kampo Nihon Kanpo Igakkai, 1940.
- Keisetsu Ohtsuka, etc., Practice of Kampo Medicine, 1941, Nanzando, révisé en 1954.
- Kampo Kosei Yoho Prescriptions Explained, 1959, Idono Nihonsha.
- 100 Stories of Kanpo en 8 séries, 1960–1995, Idono Nihonsha.
- Kampo Prescriptions, applications cliniques, 1966, Sogensha.
- A Chronological Table of Kampo, 1968, Onchikai.
- Keisetsu Otsuka et al., Manuel de médecine Kampo, 1969, Nanzando.
- The Records of Bougainvillea Island Army Hospital, 1976, Idono Nihonsha.
- Ohtsuka Keisetsu, Dōmei Yakazu, Modern Kanmo Books Collected 1–116, 1979–1984, Meicho Shuppan.
- Dōmei Yakazu, Keido Yakazu, Kampo Prescriptions according to Symptoms and Disease, par Kakazu Dōmei et Yakazu Keido, 1979, Shufuno Tomosha.
- Dōmei Yakazu, 110 Years of Kampo and Future, 1979, Shunyodo.
- Katsu Inaba et al., Fukusho Kiran, 1981, Idono Nihon.
- Dōmei Yakazu, Kampo Questions and Answers, 1991, Nihon Ijishinposha.
- Dōmei Yakazu, Kosan Sakaguchi, Kampo Mugen, The Origin of Modern Kanpo 1992, Modori Shobo.
- Ippō Okamoto, Dōmei Yakazu et al. Hoi Bengi 2003, Meicho Shuppan.